# ليساندرو كابريرا
ليساندرو كابريرا (بالإسبانية: Lisandro Cabrera)‏ هو لاعب كرة قدم أرجنتيني، ولد في 4 يناير 1998 في Quitilipi ‏ في الأرجنتين. لعب مع نيولز أولد بويز.

## وصلات خارجية
- ليساندرو كابريرا على موقع قاعدة بيانات كرة القدم.إي يو (الإنجليزية)
- ليساندرو كابريرا على موقع Soccerway.com (الإنجليزية)